# Sandra Barclay

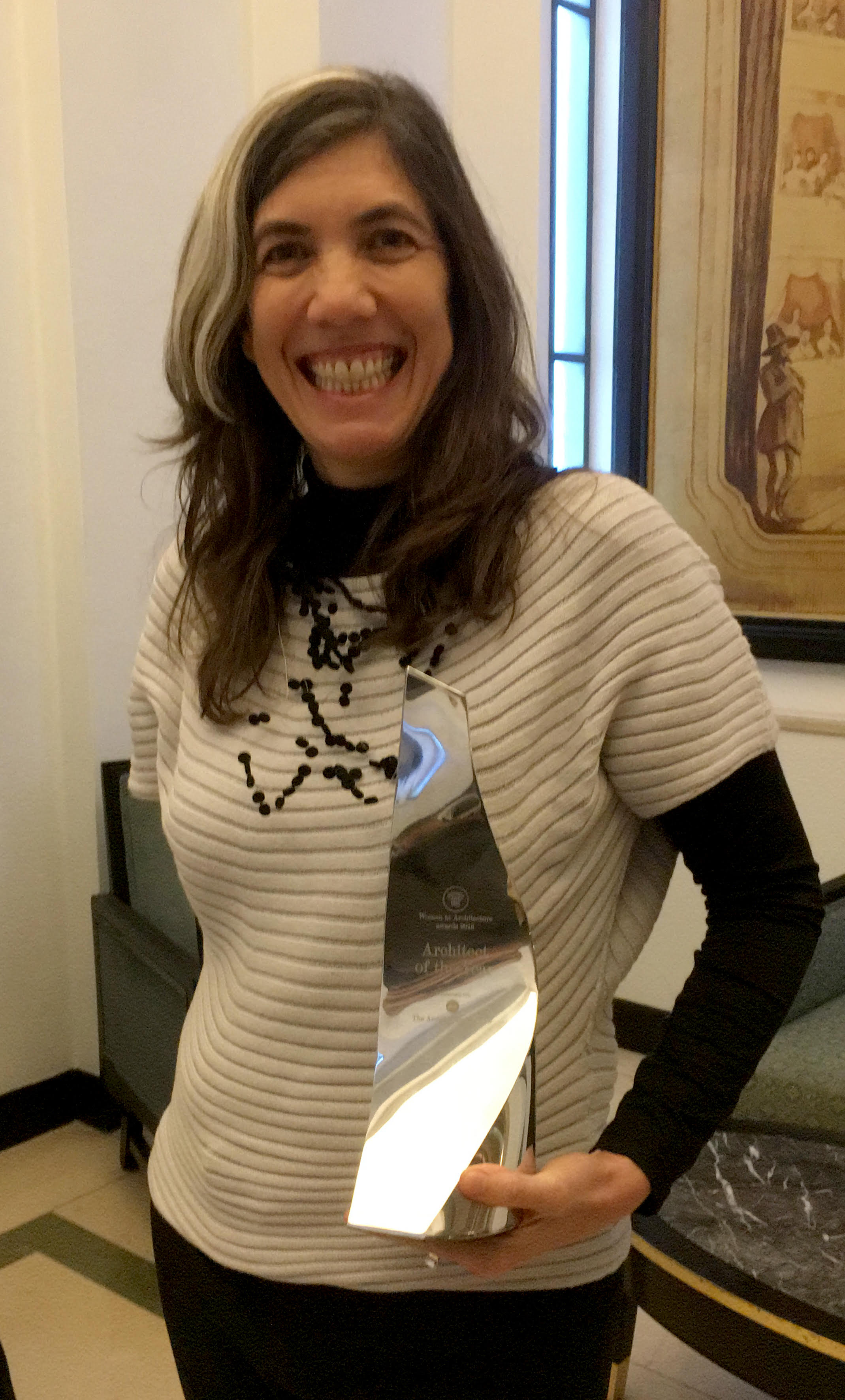
Sandra Barclay (2018)

Sandra Maria Barclay Panizo (geboren 1967 in Lima, Peru) ist eine peruanische Architektin. Sie gründete mit Jean Pierre Crousse das Architekturbüro Barclay & Crousse Architecture, ist Professorin an der Pontificia Universidad Católica del Perú (PUCP). 2013 gewann sie mit Jean Pierre Crousse den Premio Bienal de Arquitectura Latinoamericana und den Premio CICA de Arquitectura Latinoamericana, der vom Internationalen Komitee der Architekturkritiker verliehen wird.

## Beruflicher Werdegang

### Ausbildung
Barclays Vater war Architekt und Bauunternehmer. Er ermöglichte es ihr, sich schon früh mit Architektur vertraut zu machen. So beschloss sie nach ihrem Schulabschluss, es ihm gleichzutun und Architektin zu werden.
Zwischen 1986 und 1990 studierte sie Architektur an der Universidad Ricardo Palma (URP) in Lima. Nach ihrem peruanischen Diplom in Architektur zog sie nach Frankreich, wo sie an der École Nationale Supérieure d’Architecture (ENSA) de Paris-Belleville studierte und dort 1993 ihren Abschluss als Architektin machte. Ihre Diplomarbeit wurde von der französischen Akademie für Architektur als beste Diplomarbeit in Architektur 1993 mit dem Prix Robert Camelot ausgezeichnet.
Während des Studiums an der URP arbeitete sie im Atelier von Juvenal Baracco und in Frankreich zwei Jahre im Atelier von Henri Ciriani. Von Juvenal Baracco hat sie Begeisterung und Überzeugung für den Beruf übernommen und die Erkenntnis, dass ein Projekt immer verbesserbar ist. Von Henri Ciriani hat sie gelernt, rigoros mit dem Raum und der Suche nach seinen Qualitäten zu ringen, um ein Gebäude an die Bedürfnisse der Menschen anzupassen. Sie lernte, die Form des Raums, die Elemente, aus denen er besteht, die durch das Licht erzielten Empfindungen zu analysieren und in ihren Designprozess zu übernehmen.
1998 erhielt Barclay ein Delano and Aldrich/Emerson-Stipendium vom American Institute of Architecture (AIA). Damit konnte sie in die Vereinigten Staaten von Amerika reisen, dort studieren und wurde von einem Architektengremium in New York betreut. Von 2000 bis 2001 erhielt sie ein Forschungsstipendium der französischen Fulbright Foundation, mit dem Projekttitel „Stahlarchitektur: Das Beispiel großer Meister“.
Schließlich begann Barclay zusammen mit ihrem Mann Jean Pierre Crousse ein Postgraduiertenstudium im Masterstudiengang Territorium und Landschaft an der Universidad Diego Portales in Chile, das beide 2013 mit dem Master abschlossen.

### Barclay & Crousse Architecture

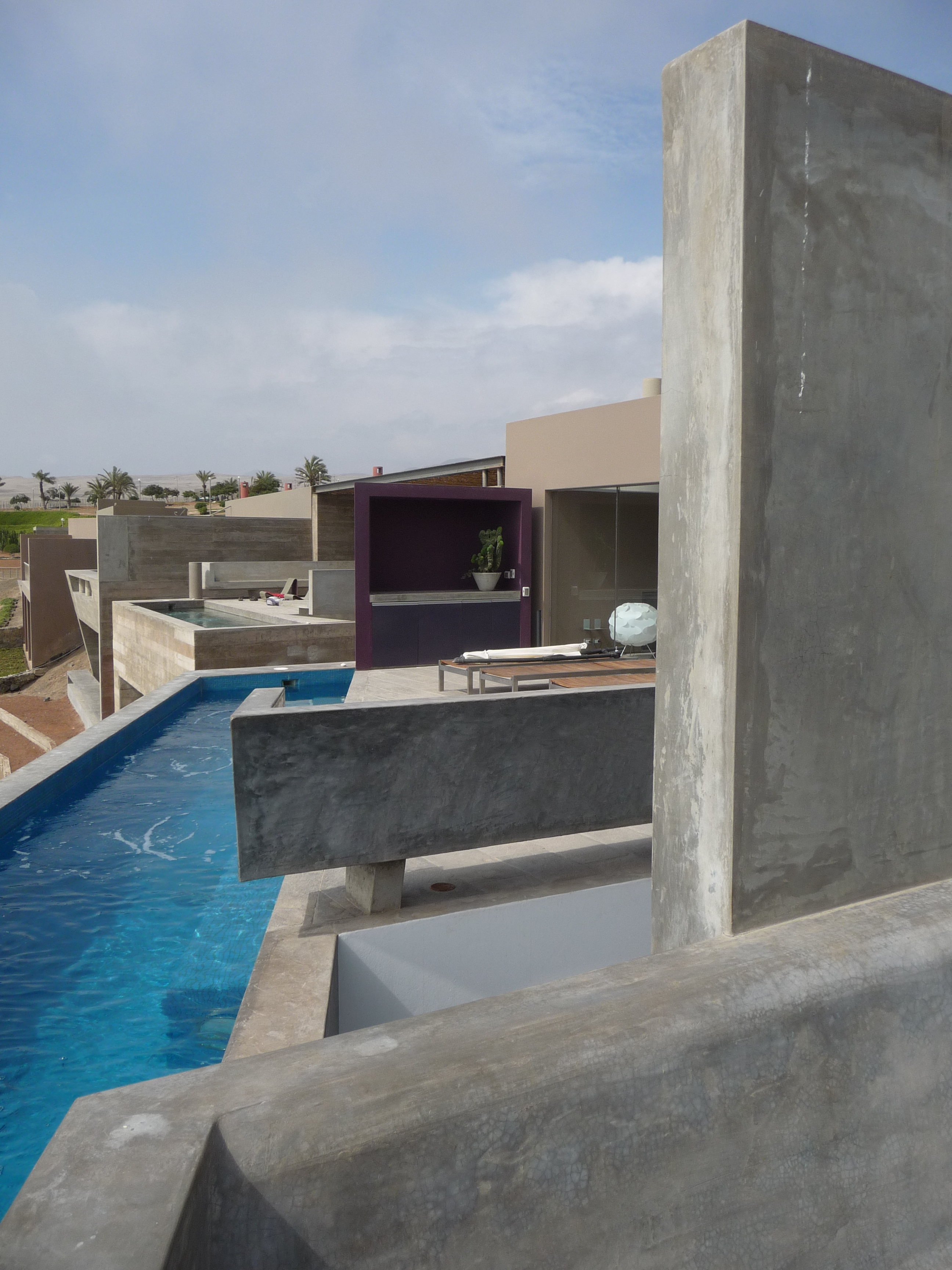
Casa Vedoble, Cañete, Perú 2009.

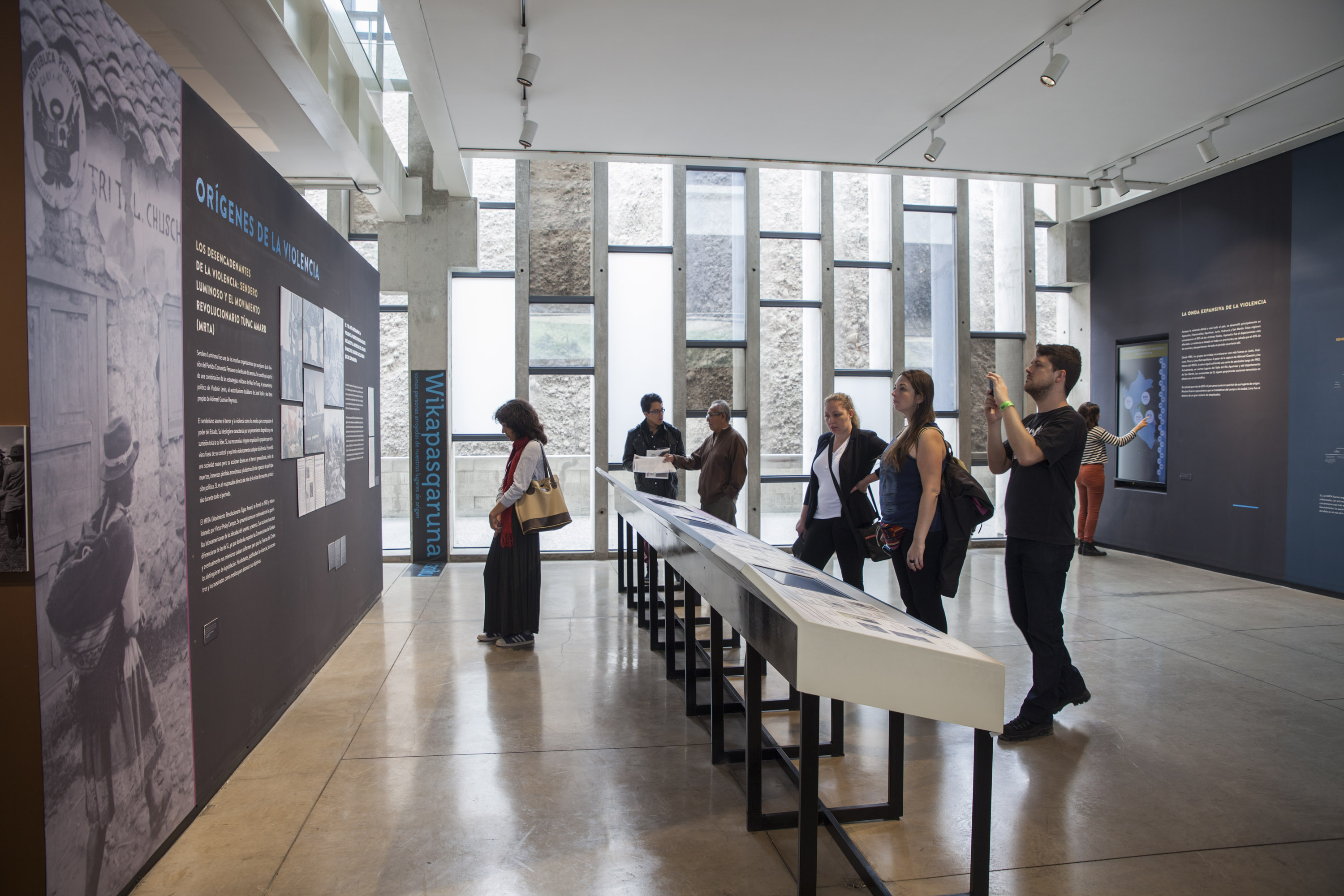
Lugar de la Memoria (Ort der Erinnerung), Lima, Peru 2013.

Zu Beginn ihres Studiums an der URP lernte sie Jean Pierre Crousse kennen. Gemeinsam und mit Laurent und Emmanuelle Beaudouin gewannen sie den zweiten Platz beim Europa-Wettbewerb der Stadt Le Havre für die Umgestaltung des ursprünglichen Kulturhauses in das Musée d’art moderne André Malraux. 1994 eröffneten Barclay und Crousse ihr Architekturbüro Barclay & Crousse Architecture in Paris und vollendeten das Museum in Le Havre bis 1999.
Barclay und Crousse lebten und arbeiteten 17 Jahre lang in Europa, wo auch ihre beiden Kinder geboren wurden. Der Auftrag, eine Reihe von Häusern an der peruanischen Küste zu entwerfen, brachte sie schließlich nach Peru zurück. Im Jahr 2001 projektierten sie drei Häuser zwischen Strand und Wüste: Casa B, Casa M und Casa Equis. Für die 2003 fertiggestellte Casa Equis wurden sie vielfach ausgezeichnet. So reifte der Entschluss, nach Lima umzuziehen. 2006 verlegten sie den Firmensitz von Barclay & Crousse Architecture nach Lima.

### Preise und Auszeichnungen
Das Architekturbüro Barclay & Crousse Architecture erhielt zahlreiche nationale und internationale Preise für seine Projekte, die dort beschrieben sind.
2012 nahm Sandra Barclay an der 13. Architekturbiennale Venedig teil. 2016 waren Barclay und Crousse Kuratoren des peruanischen Pavillons bei der 15. Architekturbiennale Venedig, wo sie den ersten Preis errangen. 2018 nahmen Barclay & Crousse Architecture an der Hauptausstellung der 16. Architekturbiennale teil und erhielten eine besondere Erwähnung der Jury. 2021 war Sandra Barclay daraufhin Mitglied der Jury für die 17. Architekturbiennale Venedig.
2018 wurde Sandra Barclay von den Zeitschriften The Architectural Review und The Architects’ Journal als „Woman Architect of the Year“ im Rahmen der Women in Architecture Awards ausgezeichnet. Zudem wurde Barclay zum Honorary Fellow (Ehrenmitglied) des American Institute of Architects und zusammen mit Crousse zum ausländischen Ehrenmitglied der französischen Académie d’Architecture ernannt.
Im Jahr 2019 wurde Barclay von der Universidad de Piura zum Doktor honoris causa ernannt.
Für die Vergabe des Mies Crown Hall Americas Prize (MCHAP) unter über 250 Bauwerken in Nord- und Südamerika wurde Sandra Barclay am 10. März 2022 zur Vorsitzenden der Jury für 2022 berufen. Des Weiteren in der Jury vertreten sind Mónica Bertolino (Córdoba, Argentina), Alejandro Echeverri (Medellin, Colombia), Julie Eizenberg, FAIA (Santa Monica, USA), Philip Kafka (Detroit, USA), Dirk Denison (Chicago, USA).

### Lehrtätigkeiten
Barclay ist seit 2006 Professorin an der Pontificia Universidad Católica del Perú (PUCP) in Lima. Gastprofessuren für Architekturdesign übernahm sie von 2019 bis 2021 an der Yale School of Architecture und 2020 auch an der University of Virginia.

## Projekte
Das Design aller fertiggestellten Projekte wurde gemäß dem Internet-Auftritt von Barclay & Crousse Architecture stets gemeinsam entwickelt, bei wenigen Projekten auch in Zusammenarbeit mit anderen Architekten oder Architekturbüros. Daher sind diese Projekte im Artikel Barclay & Crousse Architecture beschrieben.

## Veröffentlichungen
- Sandra Maria Barclay: Taller 2: Luz + Espacio + Materia = Arquitectura. In: Bases. De la Materia a la Metrópolis. PUCP, Lima 2014, S. 136–143 (spanisch).
- Sandra Maria Barclay: Boutiqus el Bosque. In: A8. Band 8, 2016, S. 22–29 (spanisch).
- Jean Pierre Crousse, Sandra Barclay, Mario Vargas Llosa, Miquel Adrià, Dirk Denison: Barclay and Crousse: Landscapes of Intimacy. Übersetzungen durch Fionn Petch und Quentin Pope; Fotografien von Cristóbal Palma. Editorial, Arquine 2020, OCLC 1235778489 (englisch).